# Phil Lesh
Philip Chapman "Phil" Lesh, född 15 mars 1940 i Berkeley, Kalifornien, död 25 oktober 2024, var en amerikansk basist och multiinstrumentalist.
Innan hans huvudinstrument blev elbas hade han lärt sig spela på fiol och trumpet. Med dessa instrument studerade han musik på collegenivå i samma klass som bl.a. Steve Reich med vilken han gjorde musikaliska skolarbeten. Han var en av originalmedlemmarna i den psykedeliska rockgruppen Grateful Dead som han spelade med i över 30 år. Sedan Grateful Dead upplöstes 1995 har han spelat gruppens material som ledare för Phil Lesh and Friends, där även Bob Weir tidvis medverkat. 2005 släppte han den självbiografiska boken Searching for the Sound: My Life with the Grateful Dead som handlar om hans tid i Grateful Dead. Han driver sedan 2011 musikscenen Terrapin Crossroads norr om San Francisco och spelar också basgitarr i "Grateful Dead-tributbandet" Furthur sedan 2009, där även Bob Weir ingår.

## Diskografi (urval)
Album
- 1975 – Seastones – Seastones (Phil Lesh och Ned Lagin)
- 1976 – Kingfish – Kingfish
- 1985 – Kingfish – Kingfish
- 1999 – Love Will See You Through – Phil Lesh (soloalbum)
- 2002 – There and Back Again – Phil Lesh
- 2003 – Live From Bonnaroo 2003 – The Dead och diverse artister
- 2005 – Searching for the Sound: My Life with the Grateful Dead – Phil Lesh
- 2006 – Live at the Warfield – Phil Lesh

Singlar
- 1975 – "Sampler For Dead Heads" – delad singel Robert Hunter / Seastones
- 2002 – "Mason's Children" – Phil Lesh

Se också diskografi Grateful Dead.